# Осинник (Тюменская область)
Осинник — село в Уватском районе Тюменской области, входит в состав Осинниковского сельского поселения. Первое упоминание о деревне Осинник в 1868 году.  
В селе действует основная образовательная школа. Функционирует фельдшерско-акушерский пункт.

## Расположение
Расположено на высокой гриве правого берега реки Иртыш при впадении в неё реки Пелина. Восточнее села проходит трасса Р-404. 
На юге от села в 6-8 км располагается деревня Кошелево. Севернее, по трассе Р-404 в 22-25 км располагается посёлок Першино.
Ранее с севера к селу примыкало село Буренское (после деревня Буренька). Оно стояло у бывшего русла Иртыша (озеро Буренский Сор).

## Население
| 2010 |
| ---- |
| 372  |

## История
Село было основано на месте осиновой рощи. Основателями и первыми жителями поселения были Стерховы. По переписи 1868-69 годов в Осинниковской деревни было 12 дворов (39 мужчин, 45 женщин). В деревне жили Демьяновские ямщики (4 мужчины, 9 женщин).
Ранее вокруг села Осинник было много деревень: Буренька (ранее село Буренское), Стерхова Гора, Кошелево, Юрты Кошелевские,  Комарово, Луговая,  Пелино, Сор. 
Из села Буренского, из-за угрозы обрушения в реку, в Осинник в 1918 году (работы начаты в 1916) была перевезена деревянная Благовещенская церковь.
В декабре 1919 года село входит в образованный Буреновский сельсовет. 03 июня 1970 года Буреновский был переименован в Осинниковский сельсовет.
В апреле 1965 года из совхоза "Северный" был образован совхоз "Юровский" с центральным отделением в селе Осинник. В него также вошли земли деревень: Юровск, Заимка, Лебаут, Кошелево, Верхний Роман, Солянка, Ищик.